# Испытание (техника)
Испытание — опытное определение количественных и (или) качественных свойств предмета испытаний как результата на него, при его функционировании, при моделировании предмета и (или) воздействий. Испытания обычно проводят с целью получения сведений, необходимых для принятия решения о соответствии предмета испытаний заданным требованиям. Также испытания могут быть частью научных исследований с целью изучения характеристик предмета исследований. Отдельные виды испытаний имеют исторически сложившиеся названия: химический анализ, металлографические исследования, измерение и др.

## Назначение испытаний
Испытания классифицируют:

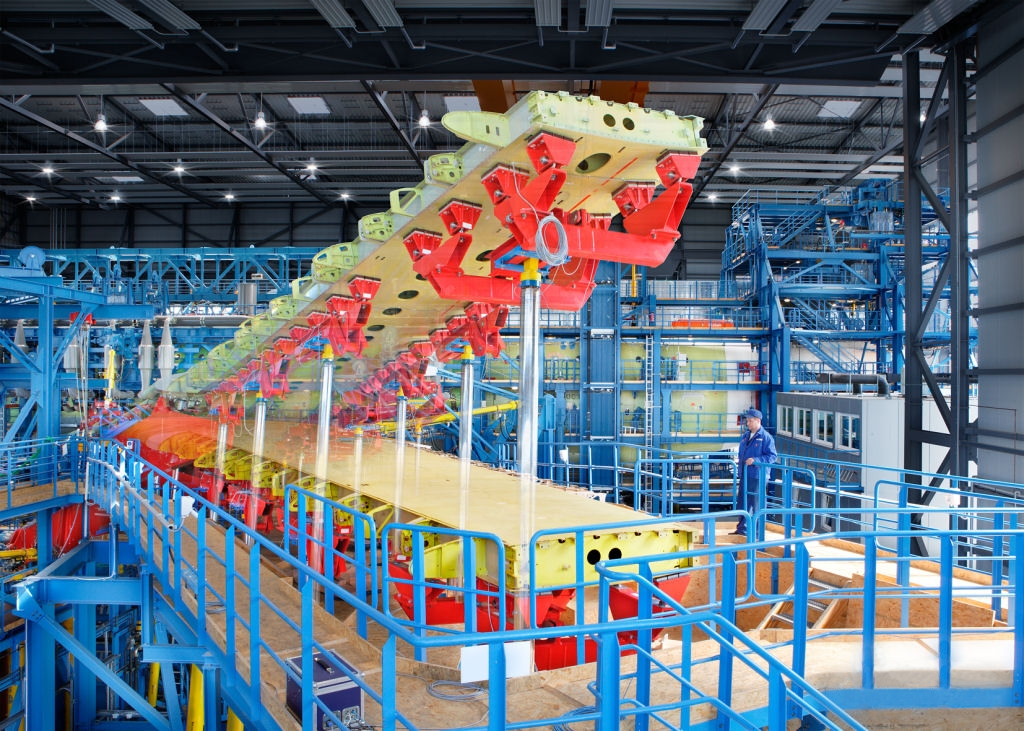
Испытания на прочность крыла самолёта A380

Испытания наушников в безэховой камере

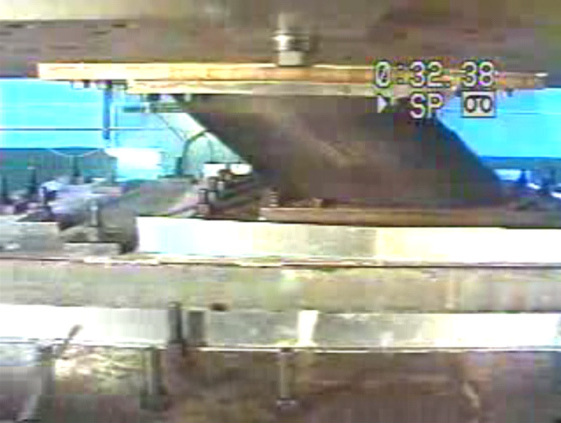
Механические испытания резинового сейсмического изолятора на прочность

- по определяемым характеристикам: механические испытания, прочностные испытания, испытания на электромагнитную совместимость, электрические испытания, испытания на надёжность и т. п.[2]
- по назначению: приёмо-сдаточные испытания, периодические испытания, определительные испытания, государственные испытания, заводские (предварительные) испытания, клинические испытания и т. п.[3]
- по видам техники, для которой есть особенности испытаний: лётные испытания (авиационная техника)[2], ходовые испытания корабля и т. п.

Качество испытаний определяется достоверностью полученных сведений. Чем более подробно описаны условия проведения испытаний, тем выше воспроизводимость получаемых результатов.
Для проведения натурных испытаний используют опытные образцы продукции, а для испытаний составных частей образцов используют стенды и специально оборудованные лаборатории. Кроме того, развивается применение разных видов вычислительного моделирования для проведения виртуальных испытаний.
В программировании для понятия испытаний программного обеспечения на практике используют термин тестирование.